# Penzance
Penzance [pɛnˈzæns] (kornisch Pennsans [KK], Pensans [UCR]) ist eine Stadt im ehemaligen District Penwith der Grafschaft Cornwall in England und liegt an der Mounts Bay, einer Meeresbucht des Atlantiks am Eingang des Ärmelkanals, in der auch der St Michael’s Mount zu finden ist. Die Stadt hat 20.732 Einwohner (Stand: 2021) und war bis 2009 Verwaltungssitz des damaligen Districts Penwith. Penzance und Umgebung sind stark durch den Tourismus geprägt. Außerdem gilt Penzance als die erste plastikfreie Stadt Englands.
Teilorte sind Newlyn, Chyandour, Heamoor, Mousehole, Gulval.

## Etymologie

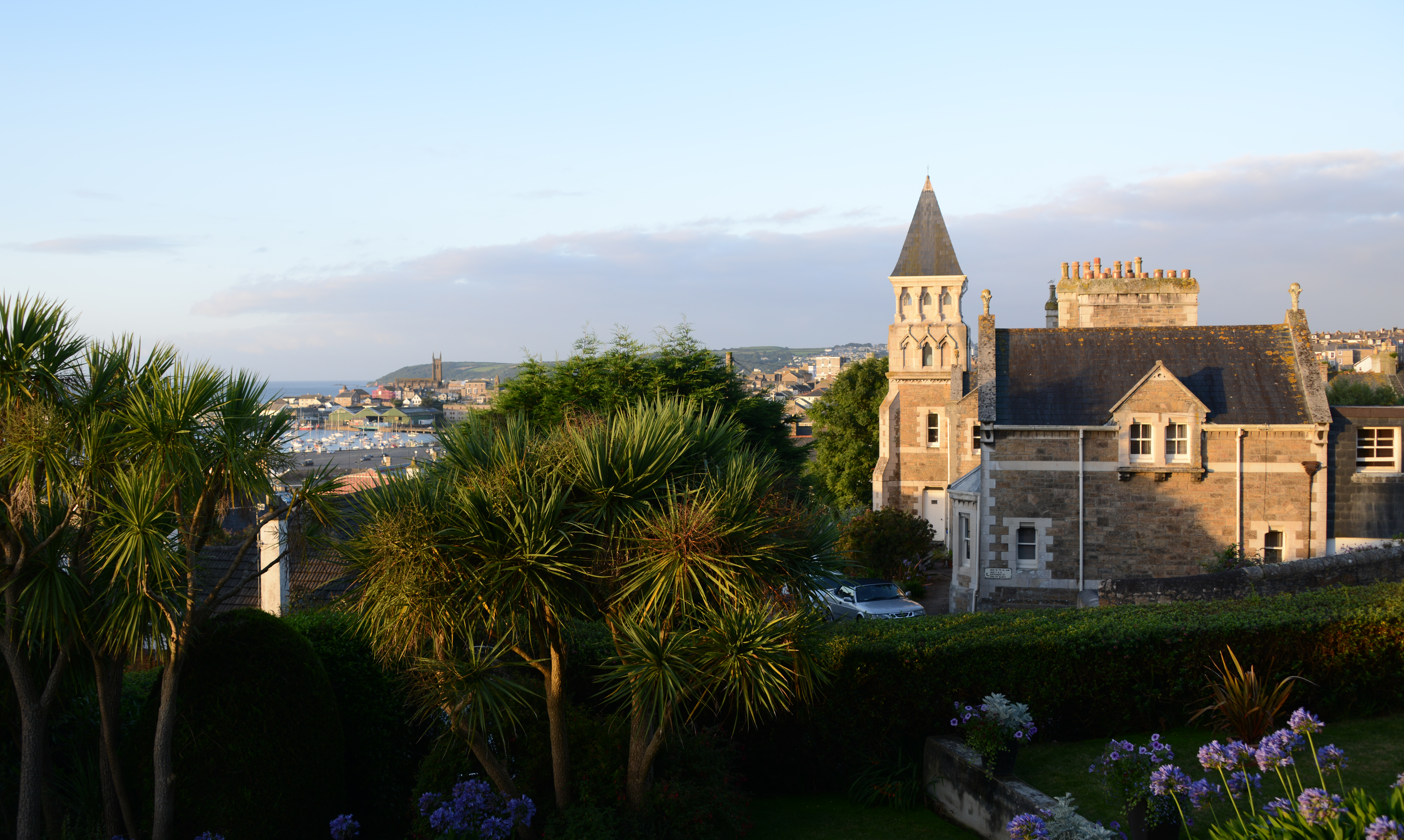
Blick von Briton’s Hill auf den Hafen von Penzance

Der Name Penzance entstammt der kornischen Sprache: „Pen Sans“ bedeutet so viel wie „heilige Landspitze“, was sich auf eine Kirchengründung in frühchristlicher Zeit bezieht.

## Klima

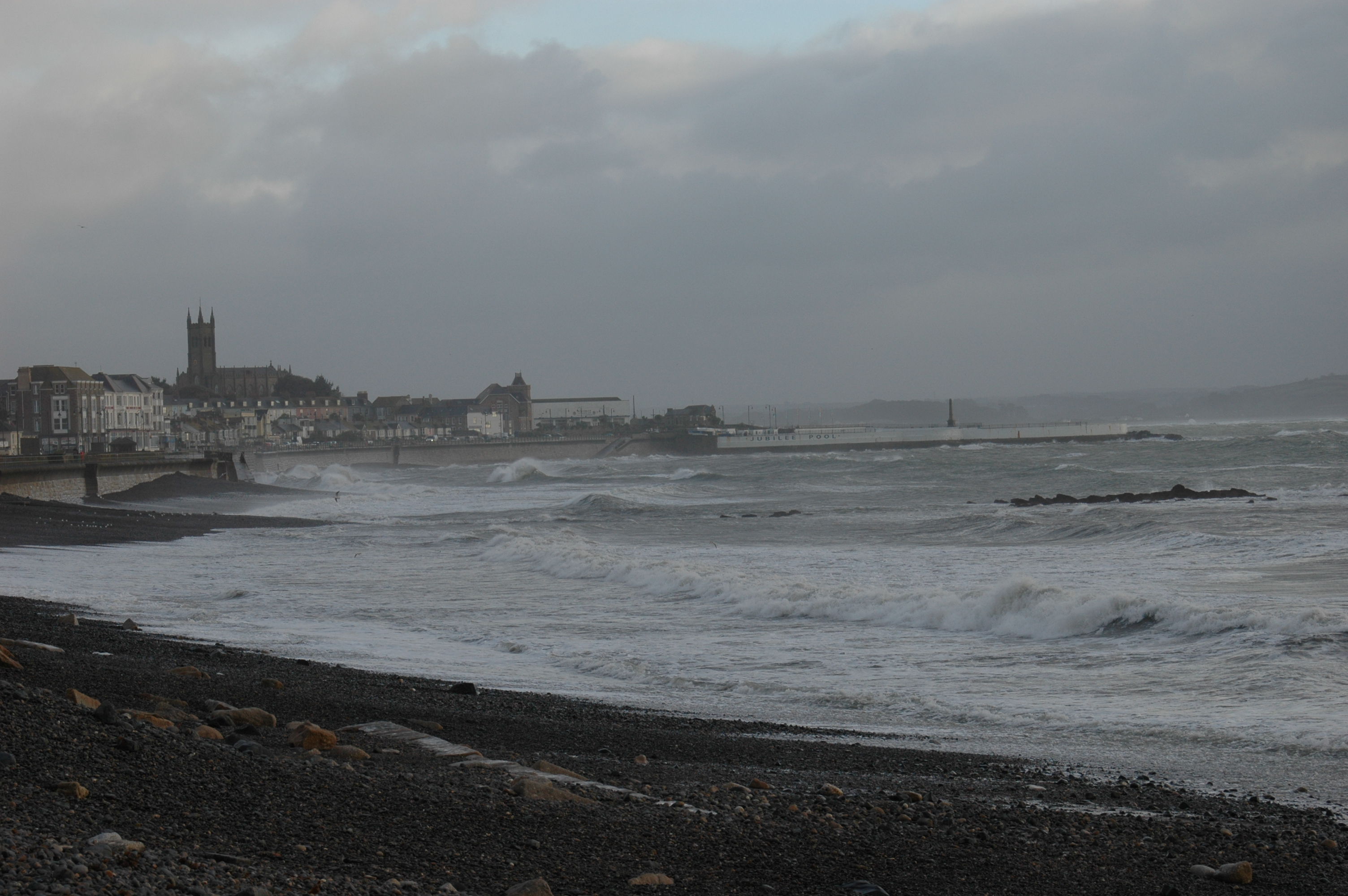
Penzance in einem Herbststurm (November 2005)

Das durch den Einfluss des Golfstroms milde Atlantikklima mit für britische Verhältnisse viel Sonnenschein begünstigt eine üppige, teils subtropische Vegetation. So sind die Strandpromenade sowie zahlreiche Gärten und Vorgärten gekennzeichnet durch hohe Cordylinen. Neuerdings findet man in der Stadt sogar ausgepflanzte Kanarische Dattelpalmen.

## Verkehr

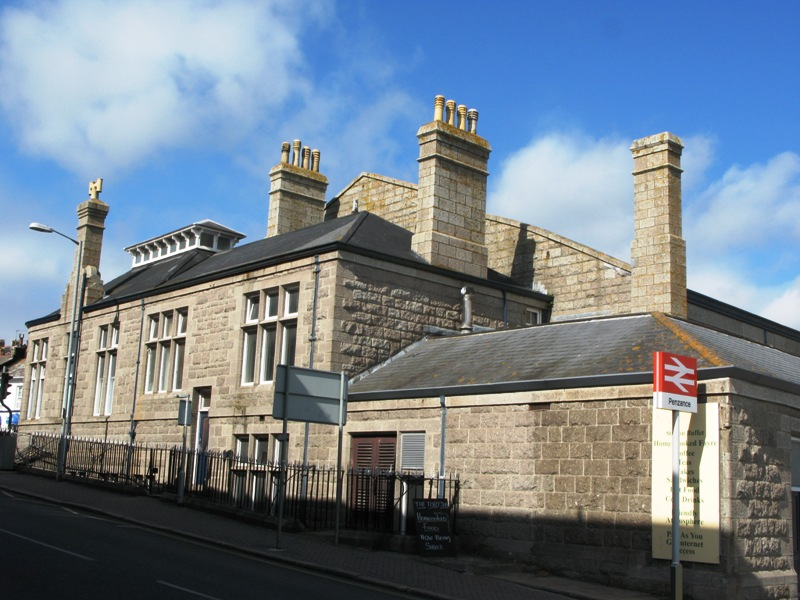
Bahnhof von Penzance

Penzance ist seit 1866 die Endstation der 500 Kilometer langen Eisenbahnhauptstrecke von London-Paddington über Plymouth nach Cornwall; von und nach der Hauptstadt verkehren täglich zahlreiche Schnellzüge, die Reisezeit beträgt etwa fünfeinhalb Stunden. Darüber hinaus bestehen mehrfach täglich durchgehende Schnellzugverbindungen nach Mittel- und Nordengland sowie nach Schottland.
Überlandbusse von National Express verkehren zwischen Penzance und London-Victoria über den Flughafen Heathrow. Penzance besitzt den wichtigsten Busknotenpunkt auf der Halbinsel Penwith und ist mit dem nahe gelegenen Land’s End und den meisten größeren bzw. bedeutenden Orten in Cornwall bis hin nach Plymouth verbunden.
Von Penzance aus sind die Scilly-Inseln mit der Personenfähre Scillonian III zur Hauptinsel St Mary’s oder, über den Penzance Heliport, per Hubschrauber erreichbar (Linienflüge nach St Mary’s und Tresco). Zudem verbinden Shuttlebusse den Bahnhof Penzance mit dem nahe gelegenen Flughafen Land’s End, von dort bestehen ebenfalls Linienflüge nach St Mary’s.

## Sehenswürdigkeiten

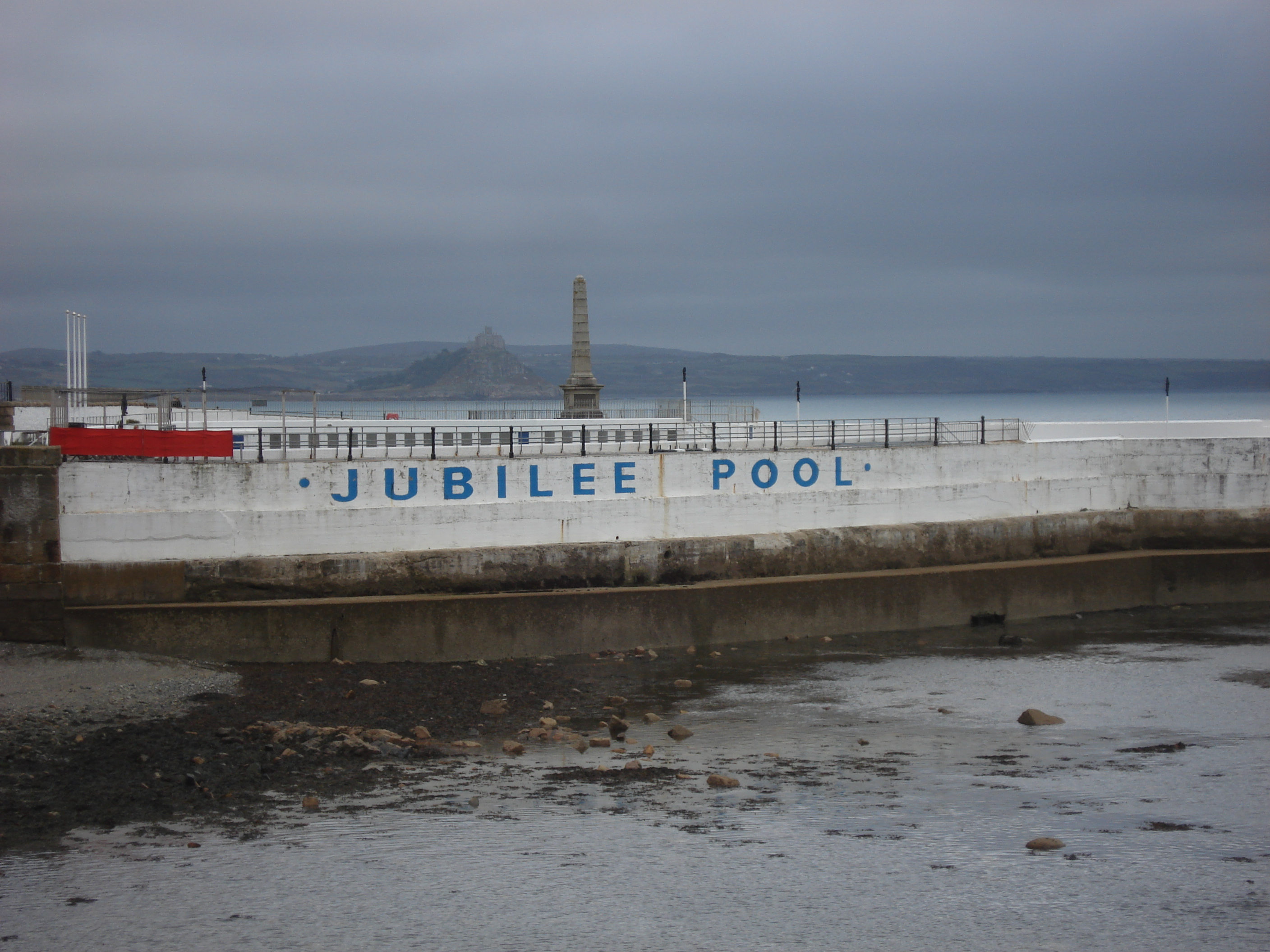
Jubilee Bathing Pool an der Strandpromenade

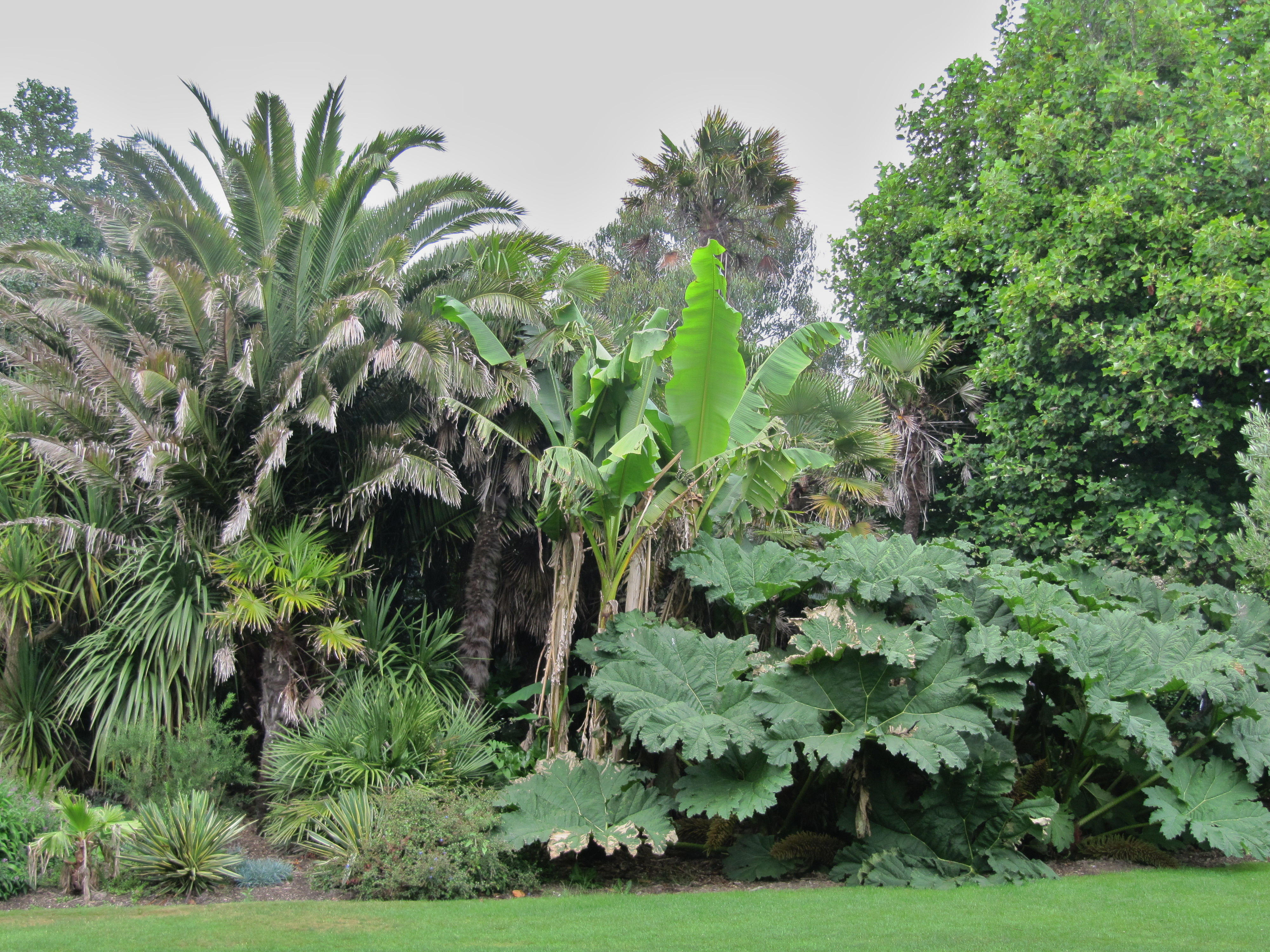
Morrab Gardens in Penzance

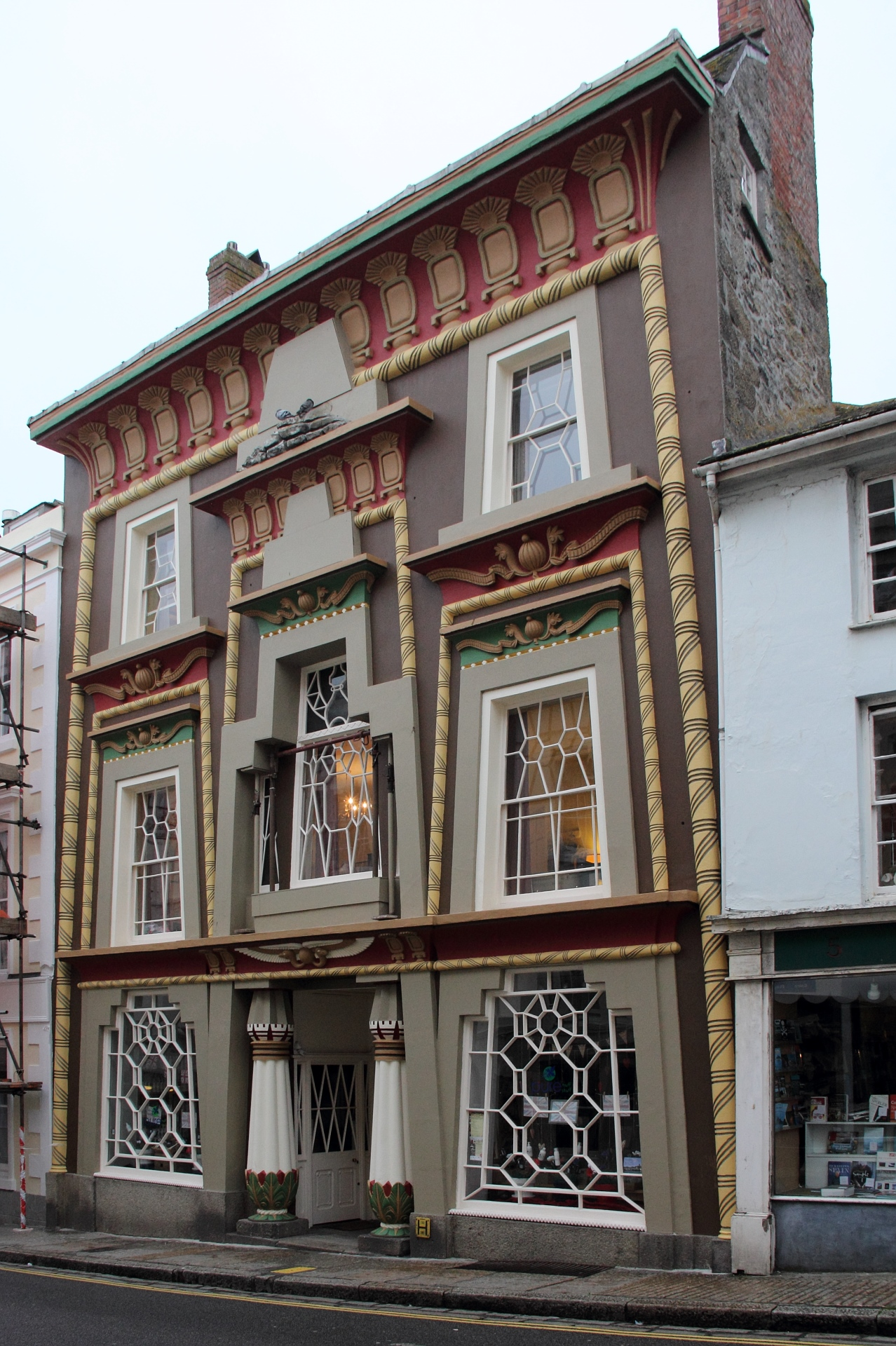
Egyptian House in Penzance

- Penlee House: Museum und Kunstgalerie mit den wichtigsten Vertretern der Newlyn School, einer Künstlerkolonie aus der Gegend.
- Newlyn Art Gallery & The Exchange: Die seit 120 Jahren bestehende Kunstgalerie legt ihren Schwerpunkt auf Ausstellungen zu internationalen Werken der Gegenwartskunst. Die Ausstellungen wechseln mehrmals im Jahr.
- Jubilee Bathing Pool: Ein 1935 südlich des inneren Hafens ins Meer gebautes Freibad im Stil eines Lido. Eines der am besten erhaltenen Exemplare seiner Art in Großbritannien.
- Strandpromenade: Die 1844 errichtete Promenade verläuft vom Jubilee Bathing Pool bis zum benachbarten Hafenort Newlyn, der politisch mit Penzance verbunden ist.
- Newlyn Harbour: Am Ende der Promenade gelegener Fischereihafen mit beeindruckend großer Hochseefischereiflotte.
- Morrab Gardens: Ein Stadtpark mit altem Bestand an subtropischen Bäumen und weiten Rasenflächen.
- Market House: Ein 1837 errichtetes Gebäude mit Kuppeldach am Schnittpunkt der beiden wichtigsten Straßen Market Jew Street und Chapel Street
- Egyptian House: 1836 von John Lavin im ägyptischen Stil errichtetes und verziertes Haus in der Chapel Street.[3]

## Penzance in der Kunst
Der Ort ist in künstlerischer Bearbeitung vor allem durch die erstmals 1879 aufgeführte komische Oper The Pirates of Penzance, or The Slave of Duty von Arthur Sullivan und W. S. Gilbert bekannt geworden.

## Städtepartnerschaften
Penzance hat Städtepartnerschaften mit:
- Bendigo, Australien
- Concarneau, Frankreich
- Cuxhaven, Deutschland
- Nevada City, USA

## Söhne und Töchter der Stadt
- Humphry Davy (1778–1829), Chemiker
- John Davy (1790–1868), Arzt, Chemiker und Zoologe
- William Lovett (1800–1877), Anführer des Chartismus
- William Colenso (1811–1899), neuseeländischer Drucker, Botaniker, Naturforscher, Missionar und Politiker
- Francis Polkinghorne Pascoe (1813–1893), Entomologe
- George Marsden Waterhouse (1824–1906), Politiker, Premierminister von South Australia und 7. Premierminister von Neuseeland
- Leonard Courtney, 1. Baron Courtney, PC (1832–1918), Politiker der Liberal Party und später der Liberalen Unionisten
- William Copeland Borlase (1848–1899), Altertumsforscher und MP im House of Commons
- George Grenfell (1849–1906), Missionar und Afrikaforscher
- John Field-Richards, OBE (1878–1959), Motorbootfahrer
- Robert Hichens (1882–1940), Seemann
- Sir Arthur Stanley Angwin (1883–1959), Funkpionier
- Ethelwynn Trewavas (1900–1993), Zoologin und Ichthyologin
- Arthur Gould-Porter (1905–1987), Schauspieler
- William Peter Stephens (1934–2019), methodistischer Geistlicher und Vorsitzender Bischof der Methodistischen Kirche in Gambia
- Martin Fido (1939–2019), Hochschullehrer, Professor für Englisch an der University of the West Indies auf Barbados, Autor und Radiomoderator
- Stanley Johnson (* 1940), Politiker, Autor und Experte für Umwelt- und Bevölkerungspolitik
- Caroline Jackson (* 1946), Politikerin, MdEP (1984–2009)
- George Eustice (* 1971), Politiker
- Alex Reid (* 1980), Schauspielerin
- Tom Southam (1981), Radrennfahrer, Sportlicher Leiter und Autor
- Helen Glover (* 1986), Ruderin, Goldmedaillengewinnerin der Olympischen Spiele von 2012 in London
- Amy Roberts (* 1988), Jazzmusikerin